# Warton (Lancaster)
Pour les articles homonymes, voir Warton.
Warton est un village et une paroisse civile du Lancashire, en Angleterre.